# Wiglowice
Wiglowice (niem. Beigelsdorf) – przysiółek wsi Laskowa w Polsce, położony w województwie małopolskim, w powiecie oświęcimskim, w gminie Zator.
W latach 1975–1998 przysiółek administracyjnie należał do województwa bielskiego.
Wiglowice zostały wymienione w 1400 w niemieckojęzycznym dokumencie króla Wacława wystawionym w Pradze jako Beigelsdorf.